# Даймбег Даръл
Даръл Ланс Абът (на английски: Darrell Lance Abbott), известен като Даймбег Даръл (на английски: Dimebag Darrell) е американски музикант, китарист, беквокалист и съосновател на метъл групите Пантера и Damageplan.
Даръл попада в класацията на списание Ролинг Стоун в 100-те най-добри китаристи, като заема 92-ро място.

## Биография
Даръл Ланс Абът е роден в семейството на кънтри музиканта Джери Абът. На 13 г. започва да свири на китара като по-късно печели и няколко надпревари по свирене.

### Пантера
Абът формира групата Пантера през 1981 г. заедно с брат си барабаниста Вини Пол. Пантера изпълнява кавъри на Кис и Ван Хален, като определя стила си за глем метъл. По-късно те преминават към по-тежкия звук на траша и групи като Блек Сабат, Металика, Мегадет и Айрън Мейдън. Групата става популярна след излизането на албума Cowboys from Hell, който се счита за основоположник на груув метъла. Пантера не развива дейност от 2001 г. и окончателно се разпада през 2003 г. след дългогодишни конфликти с вокалиста Фил Анселмо и неговата пристрастеност към наркотици.

### Damageplan
Братя Абът решават да основат нова група – Damageplan, която е подобна по стил на Пантера. На 10 февруари 2004 г. излиза първия албум на групата – New Found Power. За седмица са продадени 44 676 копия.

### Смърт
На 8 декември 2004 г. Даймбег Даръл е смъртоносно прострелян от фен по време на концерт в Кълъмбъс, Охайо. Стрелецът е Нейтън Гейл, който улучва Даръл 3 пъти в главата. Убити са още трима, а ранените са 7. Самият убиец е застрелян от полицай, докато е презареждал пистолета си.

## Дискография

### Пантера
- Metal Magic (1983)
- Projects in the Jungle (1984)
- I Am the Night (1985)
- Power Metal (1988)
- Cowboys from Hell (1990)
- Vulgar Display of Power (1992)
- Far Beyond Driven (1994)
- The Great Southern Trendkill (1996)
- Reinventing the Steel (2000)

### Damageplan
- New Found Power (2004)